# Jarome Iginla
Jarome Arthur-Leigh Adekunle Tig Junior Elvis Iginla (* 1. Juli 1977 in Edmonton, Alberta) ist ein ehemaliger kanadischer Eishockeyspieler. Der rechte Flügelstürmer absolvierte zwischen 1996 und 2017 über 1500 Spiele in der National Hockey League und verzeichnete dabei 1300 Scorerpunkte. Den Großteil seiner Laufbahn verbrachte er bei den Calgary Flames, die er knapp zehn Jahre als Kapitän anführte und bei denen er eine Reihe von Franchise-Rekorden hält, unter anderem für die meisten Spiele, Tore und Scorerpunkte. Mit den Flames erreichte er das Stanley-Cup-Finale 2004, unterlag dort allerdings den Tampa Bay Lightning. Seine Trikotnummer 12 ist in Calgary gesperrt. Im Herbst seiner Karriere war er zudem für die Pittsburgh Penguins, Boston Bruins, Colorado Avalanche und Los Angeles Kings in der NHL aktiv.
Iginla gilt als einer der besten Spieler seiner Generation, so gewann er im Jahre 2002 die Art Ross Trophy als bester Scorer und wurde zugleich mit dem Lester B. Pearson Award als wertvollster Spieler der NHL geehrt. Außerdem gewann er zweimal die Maurice Richard Trophy als bester Torjäger der Liga. Ferner ist der Kanadier für sein soziales Engagement bekannt und erhielt dafür im Jahre 2004 die King Clancy Memorial Trophy und den NHL Foundation Player Award. Im Jahr 2020 wurde er mit der Aufnahme in die Hockey Hall of Fame ausgezeichnet.
Mit der kanadischen Nationalmannschaft gewann Iginla jeweils die Goldmedaille bei den Olympischen Winterspielen 2002 und 2010 sowie beim World Cup of Hockey 2004. Bereits 1997 hatte er mit der kanadischen Auswahl den Weltmeistertitel errungen.

## Karriere

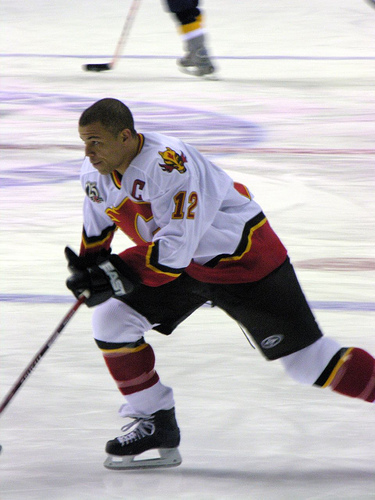
Iginla beim Warm Up

Iginlas Mutter ist Kanadierin und sein Vater stammt aus Nigeria, aber die Eltern trennten sich bereits früh nach seiner Geburt und seine Mutter musste ihn alleine großziehen. In seinen jungen Jahren spielte Iginla zuerst Baseball und wechselte erst später zum Eishockey, wo er in den ersten zwei Jahren im Juniorenbereich Torhüter spielte. Heute spielt Iginla auf der Position des rechten Flügelstürmers. Er gilt aufgrund seiner Kraft sowie hervorragender Stock-, Schuss- und Lauftechnik als einer der weltbesten Eishockeyspieler und als absolute Führungspersönlichkeit.

### Calgary Flames (1996–2013)

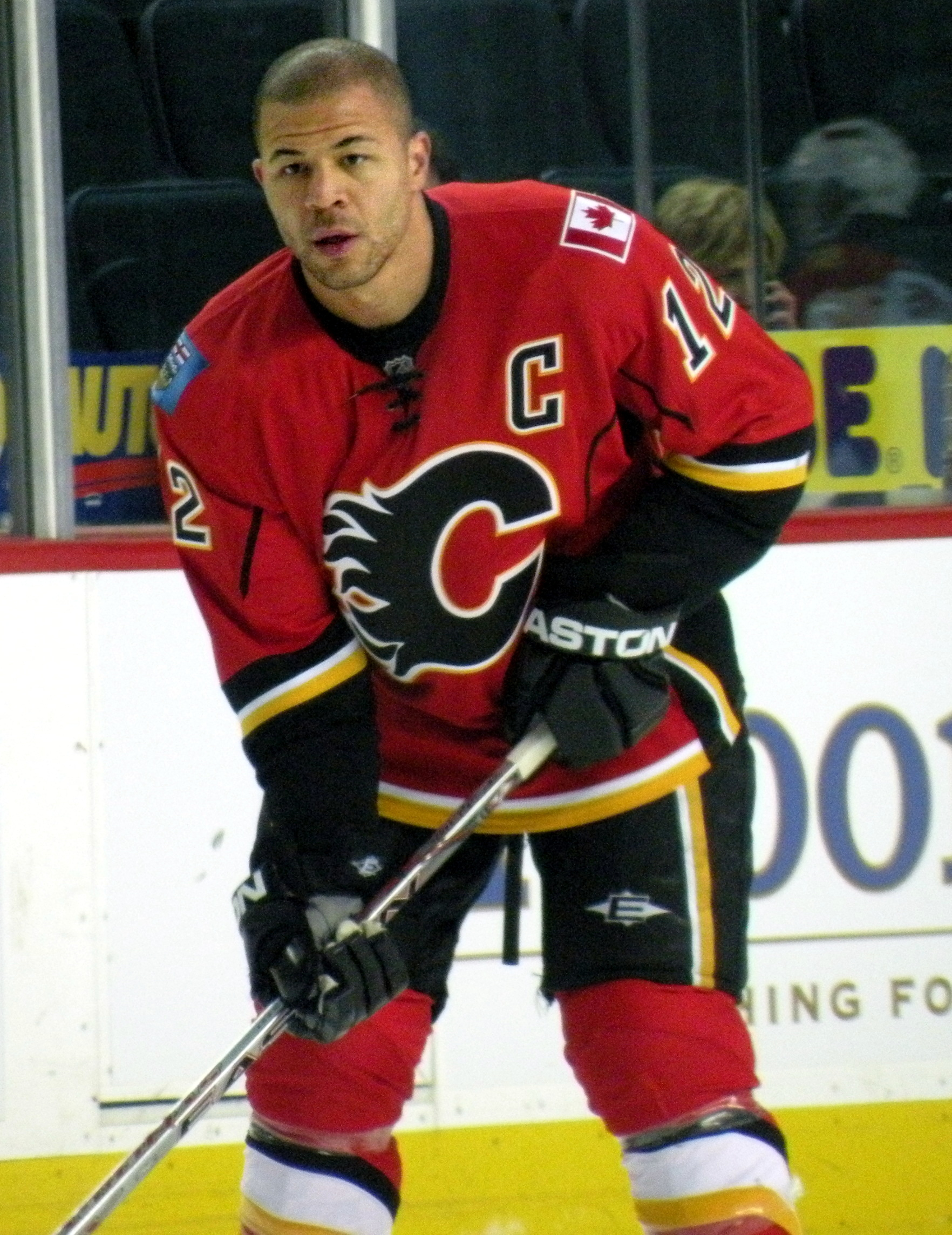
Iginla im Trikot der Flames (2008)

Iginla wurde beim NHL Entry Draft 1995 in der ersten Runde an elfter Stelle von den Dallas Stars gezogen, aber am 19. Dezember 1995 in einem damals überraschenden Trade zusammen mit Corey Millen von den Flames verpflichtet, die im Gegenzug den Publikumsliebling und Starspieler Joe Nieuwendyk nach Dallas gaben. Er gab am 21. April 1996 in einem Play-off-Spiel gegen die Chicago Blackhawks sein Debüt in der NHL, wo er auf Anhieb eine Torvorlage beisteuern konnte. In seinem zweiten Spiel gelang ihm dann sein erster Torerfolg im Trikot der Flames. In der Saison 1996/97 absolvierte Iginla seine erste vollständige Spielzeit in der NHL. Dabei erzielte er 50 Scorerpunkte und erhielt er eine Nominierung für die Calder Memorial Trophy als bester Rookie innerhalb der NHL, welche jedoch letztlich an Bryan Berard ging. In der Saison 1998/99 führte er mit 28 Treffern die teaminterne Torwertung der Flames an, die mit ihm Anschluss über eine Vertragsverlängerung verhandeln wollten. Nachdem sich beide Seiten zunächst nicht einigen konnten, verpasste Iginla den Beginn der Saison 1999/00, ehe man letztlich auf einen neuen Dreijahreskontrakt übereinkam. In den folgenden zwei Spielzeiten konnte er seine Offensivstatistiken jeweils auf 63 bzw. 71 Scorerpunkte steigern.
Seine persönlich beste Saison spielte er 2001/02, als er mit 96 Punkten (52 Tore, 44 Assists) sowohl die Art Ross Trophy als auch die Maurice Richard gewann. Zudem erhielt er den Lester B. Pearson Award als der wertvollste Spieler der Liga und wurde aufgrund seiner herausragenden Leistungen für die Olympischen Spiele 2002 nominiert, wo er mit Team Canada die Goldmedaille gewann. Im Vorfeld der Saison 2002/03 unterschrieb Iginla eine zweijährige Vertragsverlängerung bei den Flames. Der endgültige Aufstieg zum Superstar gelang ihm 2003/04, Iginla hatte mit 73 Punkten (41 Tore, 32 Assists) in der regulären Saison und 22 Punkten (13 Tore, neun Assists) in den Play-offs maßgeblichen Anteil daran, dass die Flames erstmals nach acht Jahren wieder die Play-offs erreichten und nach 15 Jahren erstmals wieder im Stanley-Cup-Finale spielten. Dort scheiterte er mit seinem Team in einer Serie an den Tampa Bay Lightning. Im dritten Spiel der Serie gelang ihm nach einer Schlägerei mit Vincent Lecavalier ein Gordie Howe Hattrick. Im Oktober 2003 schrieb er Geschichte, als er zum Kapitän der Calgary Flames ernannt wurde, denn er war damit der erste Spieler afrikanischer Herkunft, der Kapitän eines NHL-Teams wurde.
Die folgende Saison verlief für den Kanadier erneut sehr erfolgreich, mit insgesamt 41 Toren wurde er zusammen mit Ilja Kowaltschuk und Rick Nash bester Torschütze der NHL und erhielt somit zum zweiten Mal in seiner Laufbahn die Maurice Richard Trophy. Im Anschluss an die Spielzeit erreichten die Flames erstmals seit acht Jahren wieder die Play-offs, in denen Iginla 13 Treffer erzielen konnte und damit maßgeblich am Finaleinzug seiner Mannschaft beteiligt war. Im Dezember 2006 gelang dem Rechtsschützen im Spiel gegen die Minnesota Wild sowohl das 300. Tor als auch der 600. Scorerpunkt seiner NHL-Karriere. Die Saison 2006/07 endete für Iginla mit einer neuen persönlichen Bestmarke von 55 erzielten Treffern. Die folgende Saison 2007/08 sollte mit insgesamt 98 Scorerpunkten die offensivstärkste in seiner Laufbahn werden. Infolgedessen nahm der Kanadier am NHL All-Star Game teil und war dabei der Kapitän des Western All-Star Team. Im November 2007 bestritt er seine 807. Partie im Trikot der Flames und wurde damit zum neuen Rekordspieler der Organisation. Im März 2008 brach er mit seinem 365. Treffer für die Flames auch den Torrekord von Theoren Fleury. Darüber hinaus erhielt Iginla während der laufenden Saison eine fünfjährige Vertragsverlängerung mit einem kolportierten Jahresgehalt von sieben Millionen US-Dollar in Calgary.
In der Saison 2008/09 erzielte er im Dezember 2008 in der Partie gegen die Chicago Blackhawks seinen 800. Scorerpunkt in der NHL. Wenig später gelangen ihm gegen die Edmonton Oilers zum ersten Mal in seiner Karriere fünf Scorerpunkte in einem Spiel. Anschließend wurde er erneut für das NHL All-Star Game nominiert und erzielte dabei bei seiner fünften Teilnahme sein erstes Tor. Die Saison 2009/10 verlief für die Flames enttäuschend, erstmals seit 2003 verpasste man die Play-offs. Iginla übernahm daraufhin als Kapitän sowie Leistungsträger die Verantwortung für das schlechte Abschneiden der Mannschaften und sagte, seine 70 Scorerpunkte wären „nicht genug“ gewesen. Dennoch gelangen ihm in der abgelaufenen Spielzeit der 900. Scorerpunkt sowie das 1000. NHL-Spiel seiner Laufbahn.
Am 6. März 2011 erzielte er sein 30. Tor der Saison 2010/11 und avancierte zum zehnten Spieler der NHL-Historie, der in zehn aufeinander folgenden Spielzeiten mindestens 30 Treffer erzielt hat. Am 1. April 2011 erzielte er in seinem 1103. NHL-Spiel in der regulären Saison für die Flames drei Punkte gegen die St. Louis Blues und erreichte als 77. Spieler in der Geschichte der NHL die Marke von 1000 Punkten.

### Stationen in Pittsburgh, Boston, Colorado und LA (2013–2017)
Am 28. März 2013 wurde Iginla im Austausch für Ben Hanowski, Kenny Agostino und einem Erstrunden-Wahlrecht im NHL Entry Draft 2013 zu den Pittsburgh Penguins transferiert. Im Juli 2013 unterzeichnete er einen Einjahresvertrag im Gesamtwert von sechs Millionen US-Dollar bei den Boston Bruins. Ein Jahr darauf unterschrieb Iginla einen mit 16 Millionen US-Dollar dotierten Dreijahresvertrag bei der Colorado Avalanche. Diesen erfüllte der Angreifer jedoch nicht, da er nach einer schwachen ersten Hälfte der Saison 2016/17 im März 2017 an die Los Angeles Kings abgegeben wurde. Im Gegenzug erhielt Colorado ein erfolgsabhängiges Viertrunden-Wahlrecht für den NHL Entry Draft 2018 und übernimmt darüber hinaus bis zum Ende seines Vertrages die Hälfte von Iginlas Gehalt. Nach der Spielzeit 2016/17 erhielt der Angreifer keinen weiterführenden Vertrag in Los Angeles und verkündete schließlich ein Jahr später im Juli 2018 das Ende seiner aktiven Karriere.

## Erfolge und Auszeichnungen
| - 1994 President’s-Cup-Gewinn mit den Kamloops Blazers - 1994 Memorial-Cup-Gewinn mit den Kamloops Blazers - 1995 President’s-Cup-Gewinn mit den Kamloops Blazers - 1995 Memorial-Cup-Gewinn mit den Kamloops Blazers - 1995 George Parsons Trophy - 1996 WHL West First All-Star Team - 1996 Four Broncos Memorial Trophy - 1996 CHL First All-Star Team - 1997 NHL All-Rookie Team - 2000 NHL-Spieler des Monats Februar - 2001 NHL-Spieler des Monats November - 2002 Teilnahme am NHL All-Star Game - 2002 Art Ross Trophy - 2002 Maurice ‚Rocket‘ Richard Trophy - 2002 Lester B. Pearson Award - 2002 NHL First All-Star Team - 2003 Teilnahme am NHL All-Star Game | - 2004 Teilnahme am NHL All-Star Game - 2004 King Clancy Memorial Trophy - 2004 Maurice ‚Rocket‘ Richard Trophy (gemeinsam mit Rick Nash und Ilja Kowaltschuk) - 2004 NHL Foundation Player Award - 2004 NHL Second All-Star Team - 2006 NHL-Spieler des Monats Dezember - 2008 Teilnahme am NHL All-Star Game - 2008 NHL First All-Star Team - 2009 Teilnahme am NHL All-Star Game - 2009 NHL First All-Star Team - 2009 Mark Messier Leadership Award - 2009 NHL-Spieler des Monats November - 2011 Teilnahme am NHL All-Star Game (verletzungsbedingte Absage) - 2012 Teilnahme am NHL All-Star Game - 2014 NHL-Spieler des Monats März - 2019 Sperrung der Trikotnummer 12 durch die Calgary Flames - 2020 Aufnahme in die Hockey Hall of Fame |

### International

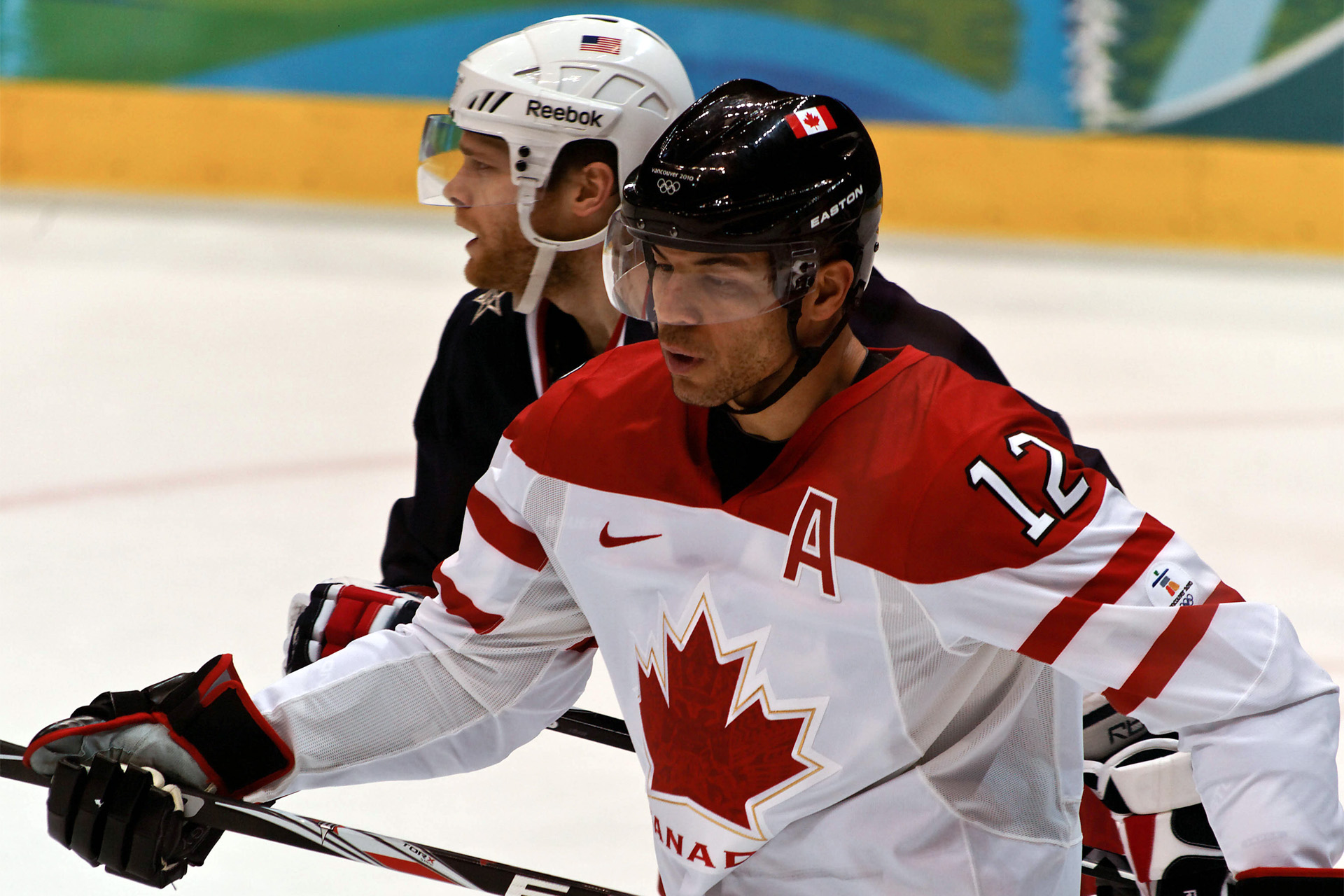
Jarome Iginla bei den Olympischen Winterspielen 2010

| - 1996 Goldmedaille bei der Junioren-Weltmeisterschaft - 1996 Bester Stürmer der Junioren-Weltmeisterschaft - 1996 All-Star-Team der Junioren-Weltmeisterschaft - 1997 Goldmedaille bei der Weltmeisterschaft | - 2002 Goldmedaille bei den Olympischen Winterspielen - 2004 Goldmedaille beim World Cup of Hockey - 2010 Goldmedaille bei den Olympischen Winterspielen |

## Karrierestatistik

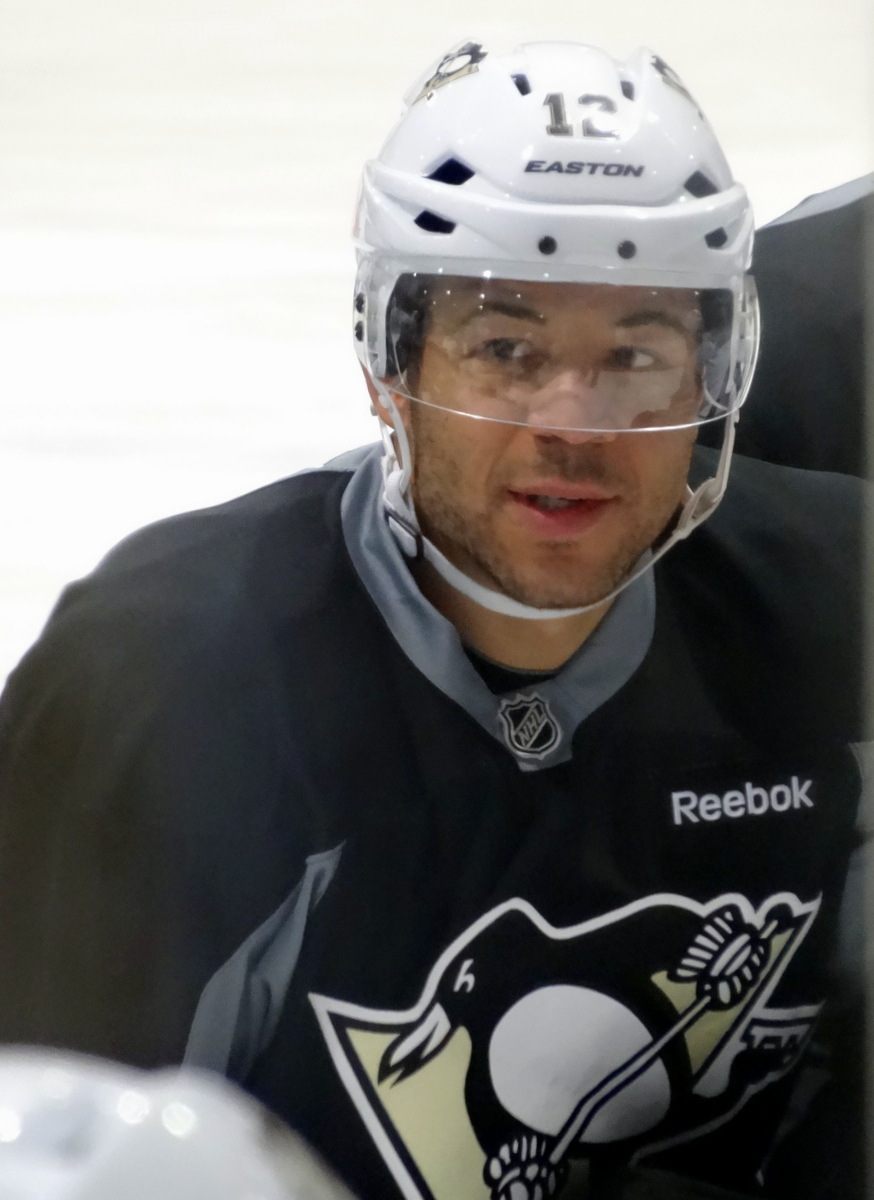
Iginla im Trikot der Pittsburgh Penguins

### International
Vertrat Kanada bei:
| - Junioren-Weltmeisterschaft 1996 - Weltmeisterschaft 1997 - Olympischen Winterspielen 2002 | - World Cup of Hockey 2004 - Olympischen Winterspielen 2006 - Olympischen Winterspielen 2010 |

(Legende zur Spielerstatistik: Sp oder GP = absolvierte Spiele; T oder G = erzielte Tore; V oder A = erzielte Assists; Pkt oder Pts = erzielte Scorerpunkte; SM oder PIM = erhaltene Strafminuten; +/− = Plus/Minus-Bilanz; PP = erzielte Überzahltore; SH = erzielte Unterzahltore; GW = erzielte Siegtore; 1 Play-downs/Relegation; Kursiv: Statistik nicht vollständig)

## Persönliches
Iginla ist seit 2003 verheiratet und hat einen Sohn und eine Tochter.